# Национальный проект «Здравоохранение»
Национальный проект «Здравоохранение» — один из национальных проектов в России на период с 2019 по 2024 годы. В феврале 2020 года руководителем проекта назначен глава Минздрава Михаил Мурашко. Куратор проекта — заместитель председателя правительства Татьяна Голикова.

## Описание
Национальный проект «Здравоохранение» предусматривает снижение показателей смертности населения трудоспособного возраста (до 350 случаев на 100 тыс. населения), смертности от болезней системы кровообращения (до 450 случаев на 100 тыс. населения), смертности от новообразований, в том числе от злокачественных (до 185 случаев на 100 тыс. населения), младенческой смертности (до 4,5 случая на 1 тыс. родившихся детей);
- ликвидация кадрового дефицита в медицинских организациях, оказывающих первичную медико-санитарную помощь;
- обеспечение охвата всех граждан профилактическими медицинскими осмотрами не реже одного раза в год;
- обеспечение оптимальной доступности для населения (в том числе для жителей населённых пунктов, расположенных в отдалённых местностях) медицинских организаций, оказывающих первичную медико-санитарную помощь;
- оптимизация работы медицинских организаций, оказывающих первичную медико-санитарную помощь, сокращение времени ожидания в очереди при обращении граждан в указанные медицинские организации, упрощение процедуры записи на приём к врачу;
- увеличение объёма экспорта медицинских услуг не менее чем в четыре раза по сравнению с 2017 годом;

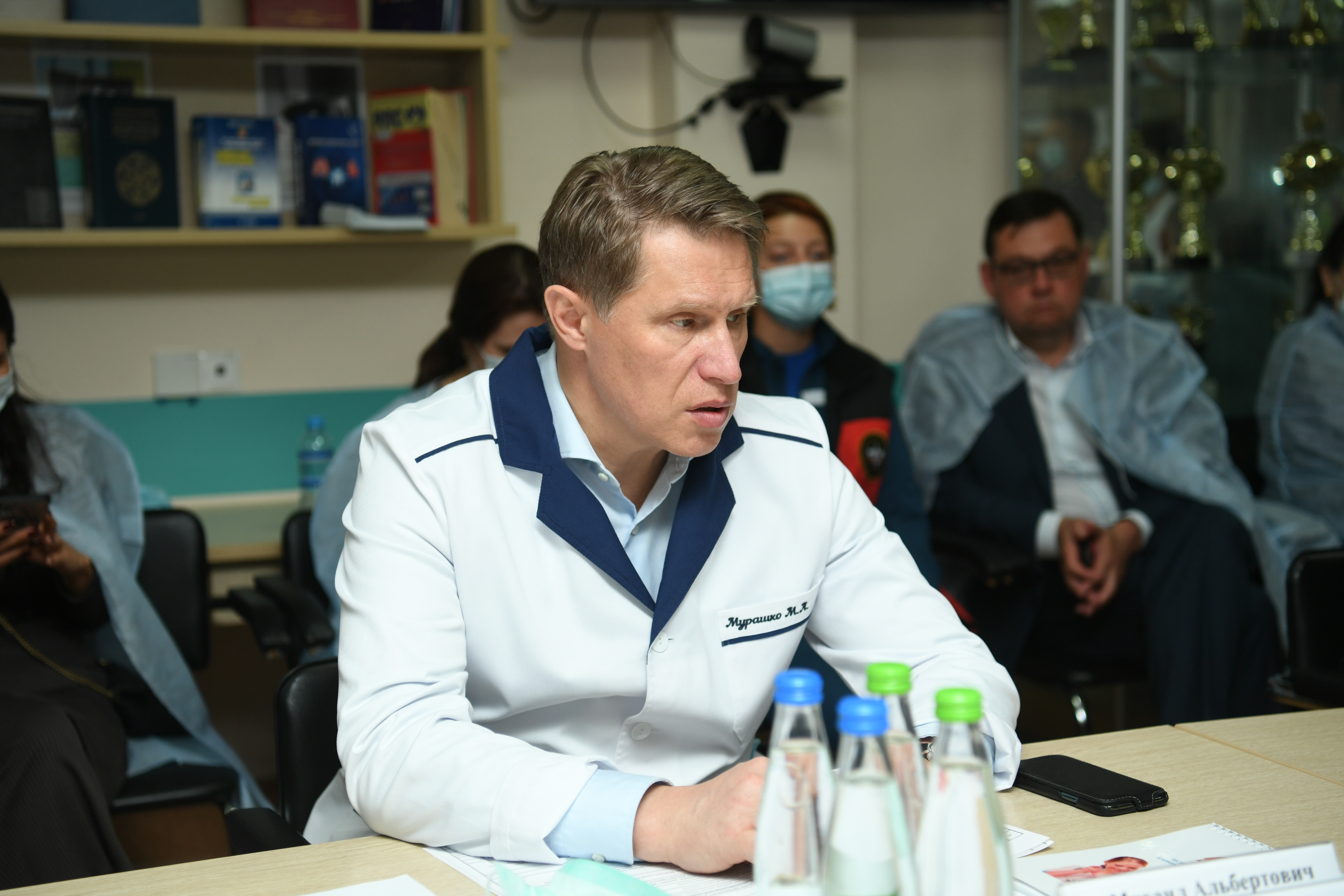
Руководитель нацпроекта «Здравоохранение», министр здравоохранения РФ М. А. Мурашко

С 1 октября в России начал работать приоритетный национальный проект «Здравоохранение». За 6 лет Минздрав рассчитывает более чем на четверть снизить смертность трудоспособного населения и на 19,6 % — младенческую смертность. Потери от болезней кровообращения должны уменьшиться на 23,4 %, от онкозаболеваний — на 7,8 %.
До 2024 года в нацпроекте предусмотрено строительство двух онкологических диспансеров, в Томской и Костромской областях, а также строительство пяти онкологических корпусов в Мордовии, Хакасии, Башкортостане, Волгоградской и Липецкой областях. Также в планах проведение полного переоснащения более 600 сосудистых центров страны, создание около 1,5 тысяч новых фельдшерско-акушерских пунктов и 1,3 тысячи медицинских выездных комплексов, а в начале сентября 2018 года заместитель министра здравоохранения России Евгений Камкин сообщил, что в рамках нацпроекта планируется построить почти 80 вертолётных площадок для развития санитарной авиации.
На финансирование национального проекта «Здравоохранение» уйдет более 1.3 трн. рублей.Отмечается, что больше половины средств будет израсходовано в течение 2019—2021 годов.

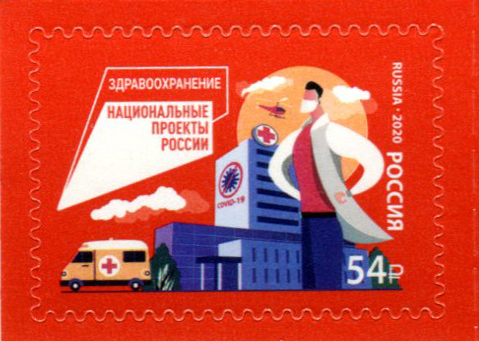
Почтовая марка России 2020 год. Национальные проекты России. Здравоохранение.

Федеральные проекты в структуре нацпроекта
- «Борьба с онкологическими заболеваниями»
- «Борьба с сердечно-сосудистыми заболеваниями»
- «Обеспечение медицинских организаций системы здравоохранения квалифицированными кадрами»
- «Развитие детского здравоохранения, включая создание современной инфраструктуры оказания медицинской помощи детям»
- «Развитие сети национальных медицинских исследовательских центров и внедрение инновационных медицинских технологий»
- «Развитие системы оказания первичной медико-санитарной помощи»
- «Развитие экспорта медицинских услуг»
- «Создание единого цифрового контура в здравоохранении на основе единой государственной информационной системы в сфере здравоохранения (ЕГИСЗ)»[6]

##### Календарь планируемых событий[7]
- 2019 — Обновление клинических рекомендаций по диагностике и лечению, переоснащение не менее 20 сосудистых и 90 онкологических центров в регионах. Разработка коммуникационной кампании, направленной на раннее выявление онкозаболеваний и приверженность лечению. Сокращение смертности трудоспособного населения за счет снижения показателей смертности от сердечно-сосудистых и онкологических заболеваний благодаря мерам профилактики, улучшения диагностики, ранней выявляемости заболеваний и повышения качества лечения. Разработка ФОМС системы защиты прав пациентов.
- 2020 — В рамках развития детского здравоохранения в симуляционных центрах пройдет обучение не менее 8 тыс. специалистов в области перинатологии, неонатологии и педиатрии. Создание за 2019—2020 годы 18 референс-центров иммуногистохимических, патоморфологических и лучевых методов исследований при онкозаболеваниях. Регулярное повышение квалификации не менее 560 тыс. медицинских работников различных специальностей в системе непрерывного медицинского образования. Укомплектование к концу года квалифицированными специалистами 83 % врачебных ставок и 91 % ставок среднего медперсонала в первичном звене. Разработка до конца 2020 года Минздравом России не менее 4 тыс. образовательных модулей с учётом обновленных клинических рекомендаций.
- 2021 — Использование как минимум 90 % медицинских организаций медицинских информационных систем и взаимодействие с подсистемами Единой государственной информационной системы здравоохранения. Функционирование 1,2 тыс. фельдшерско-акушерских пунктов и врачебных амбулаторий, созданных в 2020 году на замену находящимся в аварийном состоянии, а также более 500 мобильных комплексов, таким образом, исключив населенные пункты с численностью населения от 100 до 200 тыс. человек без доступа к первичной медико-санитарной помощи. Создание региональных систем диспетчеризации скорой медицинской помощи. Организация в регионах не менее 110 центров амбулаторной онкологической помощи.
- 2022 — Разработка и внедрение Минздравом России единых критериев «Новой модели медицинской организации, оказывающей первичную медико-санитарную помощь», которым к концу года должны соответствовать не менее 63,8 % взрослых и детских медицинских организаций. Достижение показателей укомплектованности квалифицированными врачами в первичном звене достигает 89 %, средним медперсоналом — 93 %. Увеличение охвата россиян ежегодными профилактическими осмотрами с 40 до 53,5 %.
- 2023 — Обеспечение медицинской помощью во время беременности, при родах и в послеродовой период не менее 1,325 млн женщин. Достижение показателя охвата профилактическими осмотрами подростков 15-17 лет с целью сохранения их репродуктивного здоровья в 70 %. Реализация в регионах программ развития детского здравоохранения. Снижение показателей к концу 2023 года младенческой смертности до 4,6 случая на 1 тыс. родившихся за год детей. В регионах завершится строительство и реконструкция 26 детских больниц. Реализация по всей стране системы электронных рецептов.
- 2024 — Снижение показателей смертности трудоспособного населения до 350 случаев на 100 тыс. человек, а показателя младенческой смертности до 4,5 случая на 1 тыс. родившихся живыми детей. Внесение изменений в законодательство об открытии в каждом регионе офисов по защите прав застрахованных лиц на получение бесплатной медицинской помощи. Достижение показателя не менее 70 % ежегодно проходящих профилактические осмотры или диспансеризацию россиян. Достижение объёма экспорта российских медицинских услуг в $1 млрд.

## Реализация
За период с января по июнь 2020 года в Московской области почти на 10 % снизился показатель смертности от онкологических заболеваний. Министр здравоохранения Подмосковья Светлана Стригункова связывает эти цифры с реализацией нацпрограммы «Здравоохранение»: в 2019 году в медицинские организации региона закупили 192 единицы медицинского оборудования, которые позволили своевременно диагностировать и начать лечение онкологических заболеваний. Успехи в реализации нацпроекта отметила и вице-спикер Совета Федерации Галина Карелова: в 34 субъектах РФ улучшается кадровая ситуация, в 58 — введены в эксплуатацию 415 фельдшерско-акушерских пунктов (ФАПов), серьёзно активизировалась работа по модернизации онкоцентров, выстраиванию системы ранней диагностики и своевременного эффективного лечения.
В 2020 году в рамках нацпроекта было запущено около тысячи передвижных медицинских комплексов по регионам РФ. Введено в эксплуатацию свыше 350 ФАПов. В 67 регионах заработали 224 центра амбулаторной онкологической помощи. 128 региональных сосудистых центров и 218 первичных сосудистых отделений были оснащены медицинским оборудованием.
За 10 месяцев 2020 года исполнение расходов нацпроекта «Здравоохранение» составило 73,7 %, и это третий показатель. Месяц назад он составлял 68,8 % и был вторым в лидерской тройке. На все 100 % в проекте «Здравоохранение» потрачены средства на развитие экспорта медицинских услуг. Впрочем, эти деньги были израсходованы ещё в первом полугодии. Самый слабый показатель — у создания единого цифрового контура, здесь бюджет исполнен лишь на 49,7 %. Всего на нацпроект «Здравоохранение» в этом году было выделено 306,7 млрд руб. По итогам 2020 года, согласно заявлению главы Минздрава РФ Михаила Мурашко, кассовое исполнение нацпроекта составило более 96 %, а его реализация проходила в полном объёме.

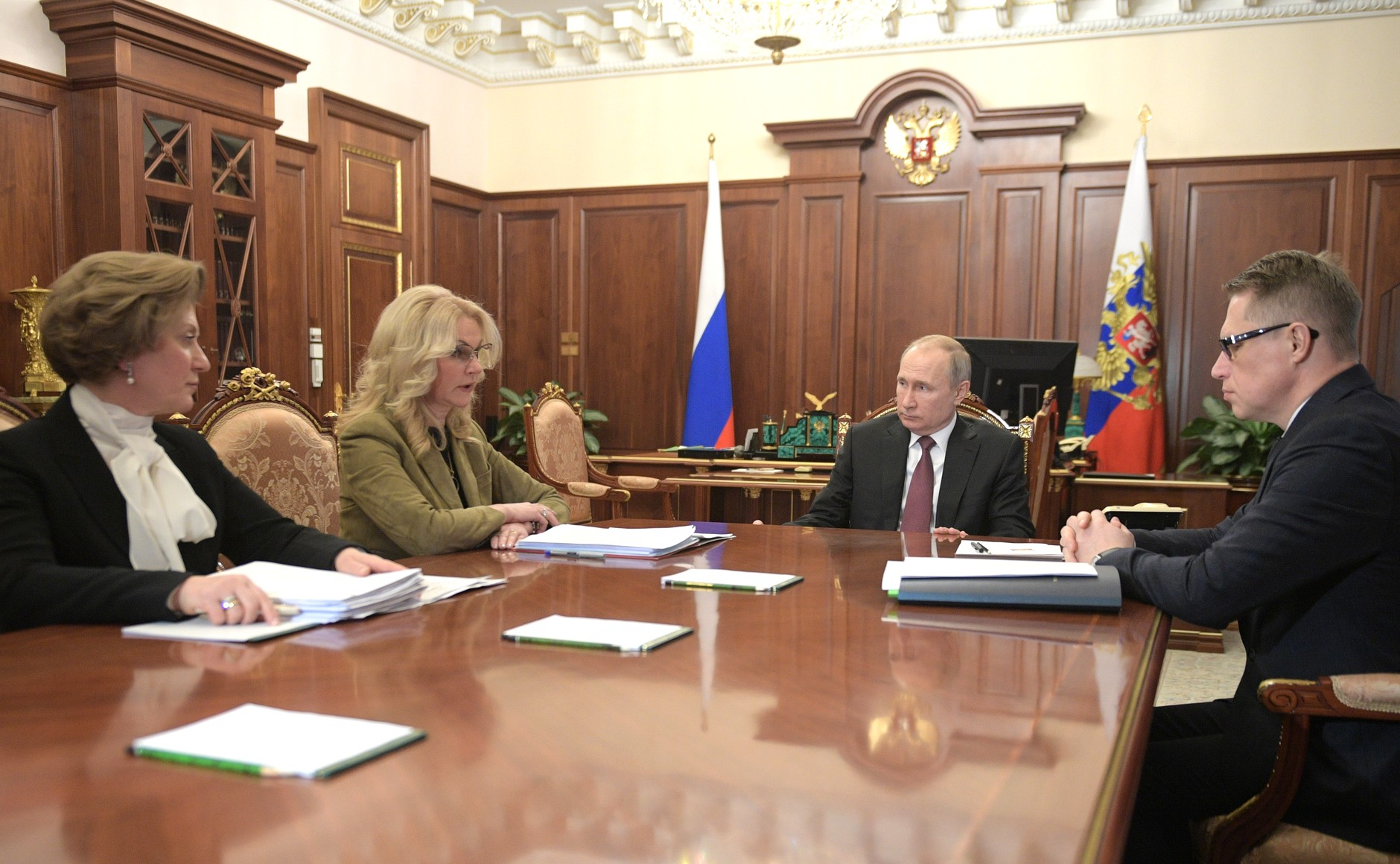
Куратор национального проекта «Здравоохранение», вице-премьер Татьяна Голикова (вторая слева) и руководитель нацпроекта, глава Минздрава Михаил Мурашко (справа) на совещании с президентом РФ Владимиром Путиным

1 января 2021 года в рамках нацпроекта во всех регионах РФ началась реализация программ по модернизации первичного звена здравоохранения. Изначально старт планировался на 1 июля 2020 года, но был перенесен в связи с мероприятиями по предотвращению распространения новой коронавирусной инфекции. По словам министра здравоохранения Михаила Мурашко на модернизацию первичного звена в течение 2021, 2022 и 2023 годов будет направлено 270 миллиардов рублей (по 90 млрд в год). Всего же из федерального и региональных бюджетов за пять лет планируется выделить 550 миллионов рублей. Эти средства будут потрачены, в том числе, на ремонт или строительство более 13 000 медицинских учреждений, закупку 19 000 автомобилей и 88 000 медицинских изделий.
Согласно докладу Счётной палаты, сделанному в марте 2021 года, из-за пандемии COVID-19 и связанным с ней ухудшением эпидемиологической ситуации, а также снижением доступности плановой медицинской помощи, показатели по отдельным пунктам нацпроекта могут быть не достигнуты в обозначенные сроки. В частности, это касается целевого показателя динамики продолжительности жизни. В связи с этим Минздраву было поручено подготовить проект плана мероприятий по реализации стратегии развития здравоохранения в РФ до 2025 года.
В марте 2021 года первый замминистра здравоохранения РФ Виктор Фисенко сообщил о том, что Минздрав ведет работу над внесением ряда изменений в нацпроект, среди которых — создание в нём отдельного раздела по детской онкологии и гематологии.
21 апреля 2021 года министр здравоохранения Михаил Мурашко сообщил о том, что все субъекты РФ приступили к реализации региональных программ по модернизации первичного звена здравоохранения. По результатам опроса, проведенного АНО «Национальные приоритеты» в сотрудничестве с Mail.ru Group, информированность о национальном проекте «Здравоохранение» на апрель 2021 года достигла 81 %.
В сентябре 2021 года из пояснительной записки к проекту федерального бюджета стало известно, что бюджетные ассигнования на финансирование реализации нацпроекта в период с 2022 по 2024 год составят свыше 687 млрд рублей. В 2022 году — 254 397,3 млн рублей, что больше ранее утвержденной суммы на 3,3 млрд рублей; в 2023 году —215 601,6 млн рублей (больше на 3,46 млрд рублей), в 2024 году — 217 769,9 млн рублей (больше на 312 млн рублей). В частности были изменены параметры обеспечения федерального проекта «Борьба с онкологическими заболеваниями» из-за перераспределения средств на строительство «Тульского областного онкологического диспансера». Средства в объёме 2 873,7 млн рублей, запланированные на 2024 год, были перенесены на 2022 год в размере 1 685 млн рублей и на 2023 год в размере 1 188,7 млн рублей.
На октябрь 2021 года не менее 300 тысяч россиян, перенесших коронавирусную инфекцию, прошли углублённую диспансеризацию, организованную в рамках нацпроекта. К тому же времени в ходе реализации федерального проекта «Развитие первичной медико-санитарной помощи» было открыто 1745 ФАПов и врачебных амбулаторий.
В феврале 2023 года вице-премьер РФ Татьяна Голикова сообщила, что в 2022 году на реализацию национального проекта «Здравоохранение» было определено 374,7 млрд рублей, при этом его кассовое исполнение составило 96 %. По её информации, в рамках нацпроекта удалось повысить показатель ожидаемой продолжительности жизни в Российской Федерации в 2022 году до 72,6 лет и снизить уровень младенческой смерти. Также было создано свыше 1600 объектов первичного звена здравоохранения, выполнено около 1,4 млн операций высокотехнологичной медицинской помощи. В рамках реализации федерального проекта «Модернизация первичного звена здравоохранения», по информации вице-премьера, в 2023 году будет возведено 497 новых объектов, осуществлено 1 752 капитальных ремонта, куплено 736 быстровозводимых модулей.
В рамках нацпроекта «Здравоохранение» в борьбу с онкологическими заболеваниями в течение четырёх лет было вложено 652 млрд рублей и до конца реализации нацпроекта эта сумма вырастет до 927 млрд руб. За этот же период смертность от подобных заболеваний в России снизилась на 4,6 %, а количество обследованных пациентов с середины 2022 по июнь 2023 года выросла на 18,1 %.
В июне 2023 года Минздрав РФ отметил, что нацпроект «Здравоохранение» реализуется без сбоев, несмотря на антироссийские санкции. С начала года были сданы более 200 объектов первичного звена, три крупных медцентра, поставлены более 20 тыс. единиц оборудования, свыше 2 тыс. автотранспортных средств. В феврале 2024 года в рамках федеральной программы «Борьба с онкозаболеваниями» было открыто три онкоцентра в Томске, Уфе и Якутске. По словам президента РФ Владимира Путина, за время действия программы стали чаще выявлять заболевания подобного характера на ранней стадии, и снизилась смертность от них. Обследование на наиболее распространённые заболевания, в рамках федпрограммы, включены в диспансеризацию, открыты свыше 500 центров амбулаторной онкологической помощи, созданы 18 референс-центров. По информации президента РФ, на реализацию проекта «Борьба с онкозаболеваниями» с 2018 по 2024 год включительно выделено более 960 млрд руб..
В рамках программы по модернизации первичного звена здравоохранения с 2021 по 2024 год было создано и реконструировано около 3,5 тыс. подобных объектов, закуплено 147 тыс. единиц медоборудования, 5 тыс. машин скорой помощи, около 15 тысяч транспортных средств для перевозки врачей. По информации премьер-министра России Михаила Мишустина, за четыре года реализации национального проекта «Здравоохранение» были переоснащены переоснащены 600 местных сосудистых центров и первичных отделений, а также — 200 медицинских учреждений для пациентов с онкологическими заболеваниями.